# St. Johannes (Lipprechterode)

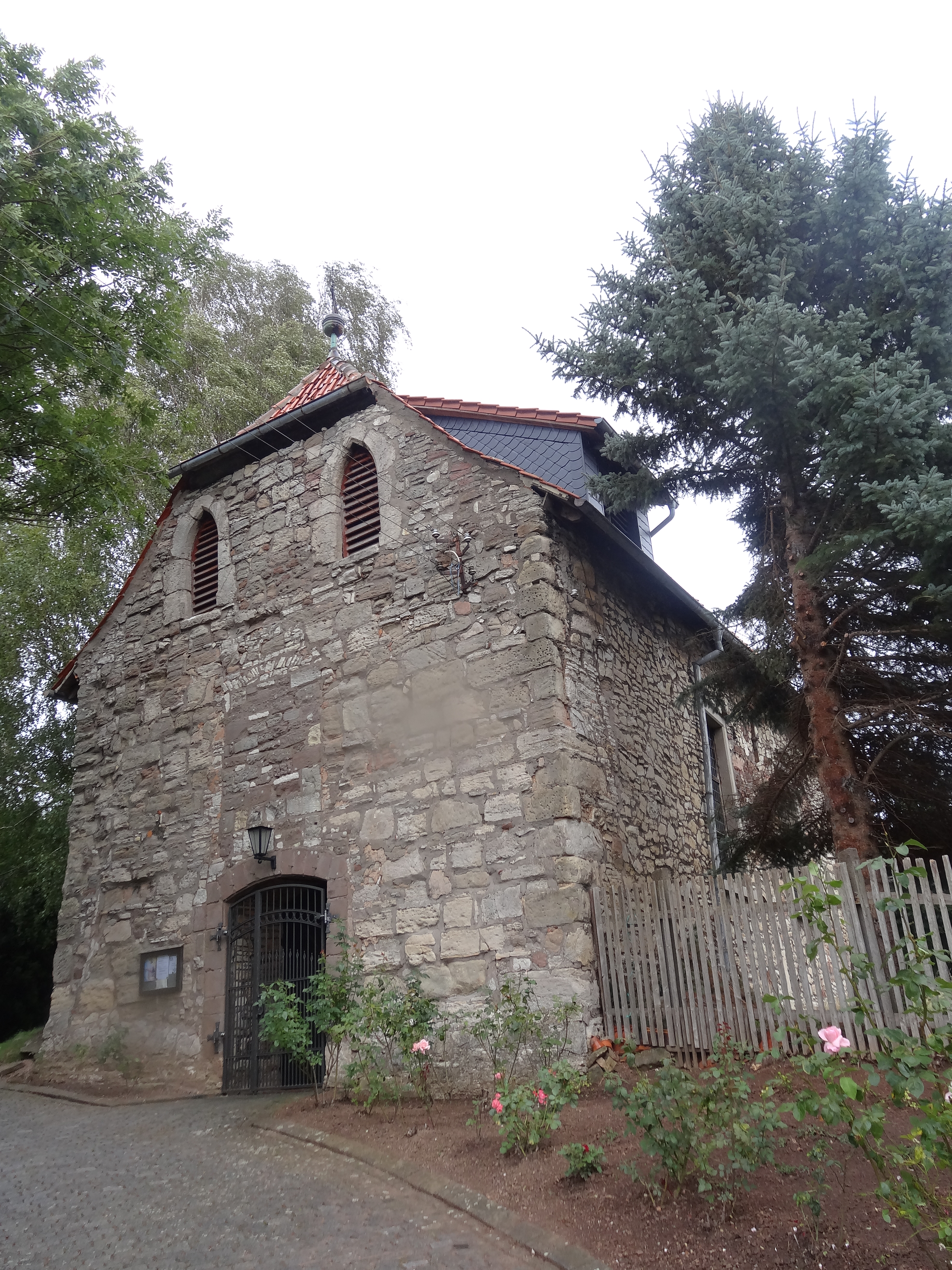
St. Johannes

Die evangelisch-lutherische Kirche St. Johannes steht in Lipprechterode, einer Gemeinde im Landkreis Nordhausen in Thüringen. Das Kirchspiel in Lipprechterode gehört zur Kirchengemeinde Bleicherode im Kirchenkreis Südharz der Evangelischen Kirche in Mitteldeutschland.

## Beschreibung
Die erste Erwähnung einer Kapelle ohne Kirchturm erfolgte 1119. Die heutige Saalkirche aus Bruchsteinen wurde 1617 und 1718 errichtet. An das Langhaus schließt sich ein eingezogener, gerade geschlossener Chor an. Sowohl Langhaus als auch Chor sind mit einem Krüppelwalmdach bedeckt. Im Giebel im Westen ist das Portal. Darüber befinden sich zwei Klangarkaden. Die Glocke goss Paul Mos 1507. Die Kirche wurde in den 1980er Jahren tiefgreifend umgestaltet. Die Kirchenausstattung wurde fast komplett erneuert. Die Orgel mit acht Registern, verteilt auf ein Manual und ein Pedal, wurde 1980 vom Orgelbau Schönefeld gebaut.